# Agencia Nacional de Seguridad Vial
La Agencia Nacional de Seguridad Vial (ANSV) fue un organismo creado en el año 2008 por iniciativa del Gobierno Argentino, por la presidente de la Nación, Cristina Fernández de Kirchner, a través de la Ley N° 26.363 la cual complementa y modifica la Ley de tránsito N° 24.449.
Este organismo fue responsable de la coordinación y seguimiento del Plan Nacional de Seguridad Vial contemplado en el Convenio Federal sobre Acciones en Materia de Tránsito y Seguridad Vial. Estaba presidido por el ministro del Interior y el secretario Transporte y conducida por el director Ejecutivo, con rango de subsecretario, designado por el Poder Ejecutivo Nacional.
Con la creación de este organismo, la definición de su marco normativo y el aporte de los recursos para financiarla, el Estado Argentino definió el corazón de la política de estado sobre seguridad vial y estableció como los ejes fundamentales de la misma a las tareas de concientización, prevención, control y sanción en materia vial en la República Argentina.
La agencia trabajaba de manera conjunta con otros organismos involucrados en materia de seguridad vial tales como: la Comisión Nacional de Regulación del Transporte (CNRT), la Dirección Nacional de Vialidad (DNV), el Órgano de Control de Concesiones Viales (OCCOVI), las diferentes Fuerzas de Seguridad y organizaciones no gubernamentales.
El 7 de julio de 2025 fue disuelto por el Decreto 461/2025 del presidente Javier Milei. Las funciones de la agencia disuelta fueron asignadas todas sus funciones a la Secretaría de Transporte, exceptuando la del control de las rutas nacionales, la que estará a cargo exclusivamente de la Gendarmería Nacional.

## Funciones
Las funciones de la Agencia Nacional de Seguridad Vial se resumen en los siguientes puntos:
- Coordinación, impulso y fiscalización de la implementación de políticas y medidas estratégicas para el desarrollo de un tránsito seguro en el territorio argentino.
- Creación y establecimiento de las características y procedimientos de otorgamiento, emisión e impresión de la licencia de conducir nacional.
- Coordinación de la emisión de los informes del Registro Nacional de Antecedentes de Tránsito, como requisito para gestionar la Licencia Nacional de Conducir.
- Colaboración con el Ministerio de Justicia, Seguridad y Derechos Humanos, y el Consejo de Seguridad Interior, para coordinar las tareas y desempeño de las fuerzas policiales y de seguridad, en materia de fiscalización y control del tránsito y de la seguridad vial.
- Participación en la regulación, implementación y fiscalización del Sistema de Monitoreo Satelital de vehículos afectados al transporte automotor de pasajeros y cargas.
- Investigación de los siniestros de tránsito, planificando las políticas estratégicas para la adopción de las medidas preventivas y promover la implementación de las mismas, por intermedio del Observatorio Permanente en Seguridad Vial.
- Organización y dictado de cursos y seminarios de capacitación a técnicos y funcionarios nacionales, provinciales y locales.
- Elaboración de campañas de concientización en seguridad vial.

## Autoridades
Las autoridades de la agencia se rigen por el organigrama institucional:
- Secretaría de Transporte: secretario Luis Pierrini
  - Dirección Ejecutiva: director Pedro Scarpinelli
    - Dirección de Asuntos Legales y Jurídicos
    - Unidad de Auditoría Interna
    - Sub Dirección Ejecutiva
      - Dirección Nacional de Licencias de Conducir y Antecedentes de Tránsito
        - Dirección de Sistema Nacional de Licencias de Conducir
        - Dirección de Sistema Nacional de Antecedentes de Tránsito
        - Dirección de Sistema Nacional de Infracciones

      - Dirección Nacional de Coordinación Interjurisdiccional
        - Dirección de Coordinación de Control y Fiscalización Vial
        - Dirección de Coordinación Interjurisdiccional y Normalización Normativa

      - Dirección Nacional de Observatorio Vial
        - Dirección de Estadística Vial
        - Dirección de Investigación Accidentológica
        - Dirección de Estudios en Seguridad de Infraestructura Vial y del Automotor

      - Dirección de Capacitación y Campañas Viales
      - Dirección de Administración 
        - Dirección de Recursos Humanos
        - Dirección de Contabilidad
        - Dirección de Informática

## Campañas de concientización vial

### Audiovisuales
Las campañas están enfocadas a trabajar en las historias cotidianas, sensibilizando al público acerca de los peligros reales a los que se enfrentan y los modos de prevenirlos. Dichas campañas se basan en cinco ejes fundamentales que concentran los motivos de accidentes con mayor cantidad de pérdidas de vidas humanas:
- No me mates - Usá el casco[3]
- No me mates - Usá el cinturón[4]
- No me mates - Disminución de velocidad[5]
- No me mates - Alcohol al volante[6]

### Radiales
Las campañas están enfocadas a trabajar en las historias cotidianas, sensibilizando al público acerca de los peligros reales a los que se enfrentan y los modos de prevenirlos.

### Centro de Formación
La Agencia Nacional de Seguridad Vial puso en marcha en el año 2010 el Centro de Formación en Política y Gestión de la Seguridad Vial (Disposición N° 64), como consecuencia de un intenso trabajo desarrollado por las instituciones y organizaciones integrantes del Grupo 3 del Comité Consultivo.

## Plan Estratégico de Seguridad Vial
El Plan Estratégico Nacional de Seguridad Vial 2024–2027 establece las políticas prioritarias de Argentina para reducir las muertes y lesiones graves por siniestros viales. Este plan se enmarca en el enfoque de Sistema Seguro y promueve la filosofía de Visión Cero, que sostiene que ninguna muerte en el tránsito es aceptable. 
El fundamento del plan se construye a partir del principio de responsabilidad compartida, que clarifica y fortalece el trabajo conjunto entre el Estado nacional, las provincias, los municipios, el sector privado, la sociedad civil y los propios usuarios de la vía pública. Este enfoque reconoce que la seguridad vial es una construcción colectiva que requiere articulación entre todos los niveles de gobierno y sectores sociales.
Ejes estratégicos
- Gestión de la Velocidad: La velocidad es el principal factor agravante de la siniestralidad vial.
- Seguridad de Motociclistas: Los motociclistas representan el grupo con mayor siniestralidad fatal. Prioridades: fortalecimiento de los Centros de Emisión de Licencias (CELs), formación específica, uso de elementos de protección y certificación de instructores.

- Ciudades Seguras: La mayoría de los siniestros ocurren en zonas urbanas. Estrategias: Además del trabajo con las Provincias, apoyar a municipios para crear planes locales de seguridad vial, redes colaborativas interjurisdiccionales y reconocimiento a ciudades comprometidas con la gestión local de la seguridad vial.

- Articulación Público-Privada: Promueve la colaboración con empresas, universidades y organizaciones civiles.

## Informe de Siniestralidad Vial Fatal en Argentina (2022)
El Informe de Siniestralidad Vial Fatal 2022, elaborado por la Dirección Nacional de Observatorio Vial de la Agencia Nacional de Seguridad Vial (ANSV), presenta los datos consolidados sobre los siniestros viales fatales ocurridos en Argentina durante ese año, con actualización al 31 de marzo de 2025.
Principales resultados
- En 2022 se registraron 3.966 siniestros viales fatales y 4.711 víctimas fatales, con un promedio diario de 12,9 fallecidos.

- La tasa de mortalidad fue de 10,2 fallecidos cada 100.000 habitantes, uno de los valores más bajos de la serie histórica desde 2008, excluyendo el período de menor circulación por la pandemia.

- Las provincias con mayor número de víctimas fatales fueron Buenos Aires, Santa Fe y Córdoba.

Características de los siniestros
- El 49% de los siniestros fatales ocurrieron en rutas (principalmente nacionales).

- El tipo de siniestro más común fue la colisión frontal o lateral, representando la mitad de los casos.

Perfil de las víctimas
- El 78% de las víctimas fatales fueron hombres.

- El grupo más afectado fue el de jóvenes de entre 15 y 34 años.

- Los motociclistas representaron el 44% de las víctimas, con mayor incidencia en el norte del país (NOA y NEA), donde llegan a representar 6 de cada 10 muertes.

Metodología
El informe se basa en un “dataset vivo”, con datos proporcionados por las 24 jurisdicciones del país, lo que permite actualizar las cifras conforme se sistematiza la información. Las estadísticas consideran como víctima fatal a toda persona fallecida en el momento del hecho o dentro de los 30 días posteriores.

## Descenso en la cantidad de víctimas fatales
Desde la creación de la Agencia  en el año 2008 por iniciativa de la presidenta de la Nación Argentina, Cristina Fernández de Kirchner, según datos oficiales y de organizaciones no gubernamentales, se redujo en más de un 9% entre 2008 y 2009. Adjudicando la mejora en las cifras viales al incremento de los controles y la inversión en concientización llevadas adelante por el organismo.
La Agencia Nacional de Seguridad Vial señaló el descenso estadístico de 4222 personas fallecidas en accidentes de tránsito durante 2008 a 3835 personas en el año 2009.
En 2012 la tendencia continuaba en descenso, la Organización Mundial de la Salud (OMS) indicó que el número estimado de muertes en accidentes de tránsito cada 100.000 habitantes en la Argentina era de 12,6 (el más bajo de Sudamérica después de Chile, que tiene 12,8).

### Sitios web oficiales
- www.argentina.gob.ar/seguridadvial Agencia Nacional de Seguridad Vial (ANSV)
- www.mininterior.gov.ar Ministerio del Interior de la República Argentina
- www.vialidad.gov.ar Archivado el 10 de marzo de 2019 en Wayback Machine. Dirección Nacional de Vialidad

### Otros sitios
- www.familiayseguridadvial.com Circulando (educación vial para familias en el sitio web de Fundación Mapfre)
- seguridadvialenlaempresa.com Seguridad Vial en la Empresa en el sitio web de Fundación Mapfre
- www.seguridadvialparamayores.com Seguridad Vial para Mayores en el sitio web de Fundación Mapfre

- Datos: Q5659753